# От заката до рассвета 3: Дочь палача
«От заката до рассвета 3: Дочь палача» (англ. From Dusk Till Dawn 3: The Hangman's Daughter) — художественный фильм П. Дж. Пеши, сочетающий в себе элементы боевика и фильма ужасов про вампиров. Приквел фильма Роберта Родригеса «От заката до рассвета».
Официально фильм является третьей частью киносериала, начатого фильмом «От заката до рассвета», однако был снят ранее «второй части» и должен был выйти в качестве неё.

## Сюжет
Действие фильма происходит в 1913 году, в Мексике.
Избежавший смертной казни глава бандитской шайки Джонни Мадрид вместе с дочерью палача Эсмеральдой сбегает из мексиканского городка в пустыню, где находит убежище в таверне. Палач пускается на поиски дочери и находит её. В ту же таверну приезжает американский писатель Амброз Бирс, направляющийся в войска революционера Панчо Вильи, и с ним пара молодожёнов — Джон и Мэри. Вскоре они понимают, что таверна — логово вампиров.
По прибытии палача происходит схватка, несколько случайных посетителей таверны становятся жертвами упырей, Мэри тоже становится вампиром. Палачу, Эсмеральде, Джонни, Бирсу, преступнице Рис, бывшему пастору Джону и его другу Хоакину удаётся скрыться в подвал. Они убегают вглубь туннеля, там их настигают несколько вампиров, в числе которых вампирша Мэри. Джону приходится убить её, но и сам он вскоре становится жертвой Хоакина, ранее укушенного вампирами. Джонни убивает Хоакина, а затем Джона, пока тот ещё человек. По пути выясняется, что «мать Эсмеральды» — не кто иная, как королева нынешнего поколения вампиров, но палач не успевает ей об этом сообщить — на них снова нападают твари.
Палача, Джонни, Бирса и преступницу Рис берут в плен. Вампиры начинают подготовку к церемонии посвящения Эсмеральды в королевы вампиров, но Джонни удаётся выбраться и освободить других. Рис убивают, а Эсмеральда превращает Палача в вампира, однако он убивает «мать Эсмеральды», прежде чем коронация Эсмеральды дошла до конца, позволяя Джонни и Амброзу убежать. Оставшаяся одна Эсмеральда просит Джонни остаться с ней, но Джонни мрачно отводит взгляд и следует за Амброзом, чтобы присоединиться к армии Панчо Вильи.

## В ролях
| Актёр            | Роль                               |
| ---------------- | ---------------------------------- |
| Марко Леонарди   | Джонни Мадрид                      |
| Майкл Паркс      | писатель Амброз Бирс               |
| Ара Сели         | Эсмеральда / Сантанико Пандемониум |
| Сония Брага      | Кикстла                            |
| Темуэра Моррисон | Палач                              |
| Джордана Спиро   | Кэтрин Рис                         |
| Ленни Лофтин     | Джон Ньюли                         |
| Ребекка Гейхарт  | Мэри Ньюли                         |
| Дэнни Трехо      | бармен «Бритва» Чарли              |
| Орландо Джонс    | Эзра Тейлор                        |
| Питер Батлер     | Панчо Вилья                        |

## Художественные особенности
Фильм имеет сюжет, сильно схожий с сюжетом первого фильма — сбежавшие от правосудия преступники, случайные люди, оказавшиеся в притоне вампиров волей случая, их объединение в бою с нечистью и та же ацтекская пирамида в конце, однако действие происходит за 80 лет до событий первого фильма. При этом первая половина фильма не имеет качеств, характерных для фильма ужасов, и в ней не присутствуют вампиры, взамен же предоставляется антураж и стилистика вестерна.
Собственно сюжет сначала разделён на две независимые параллельные истории, одна из которых имеет отношение к дочери палача, а вторая повествует об Амброзе Бирсе. Затем эти две сюжетные линии сходятся в одну в момент появления палача и Амброза Бирса в таверне с вампирами.
В фильме присутствуют сразу два персонажа из первой части — бармен Бритва Чарли в исполнении Дэнни Трехо и Эсмеральда, она же танцовщица Сантанико Пандемониум, которую сыграла Ара Сели (в первой части её играла Сальма Хайек). При этом Дэнни Трехо сыграл во всех трёх фильмах и в сериале «От заката до рассвета».
Финальная сцена, где Эсмеральда просит Джонни вернуться, но отказываясь отворачивает свой взгляд от неё, явная отсылка к балладе Герр Маннелиг, повествующей о безответной любви троллихи к рыцарю-христианину.
В фильме Амброз Бирс в своих видениях видит, как его приставляет к стенке группа мексиканских солдат и расстреливает. Перед этим он просит снять с его головы мешок, чтобы увидеть глаза тех, кто в него стреляет. Реальный Амброз Бирс пропал без вести в тех же местах и примерно в то же время при неизвестных обстоятельствах. Известно, что 11 января 1914 года один из офицеров повстанческой армии Панчо Вильи сообщил о «каком-то старом гринго, расстрелянном у стен крепости».
Название фильма является отсылкой к названию единственной крупной повести Амброза Бирса - "Монах и дочь палача".

## Критика
Фильм получил низкие оценки кинокритиков. На сайте Rotten Tomatoes у него 22 % положительных рецензий на основе 9 отзывов.
Несмотря на это, картина была номинирована на премию «Сатурн» в категории «Лучшее видео-издание»